# Sports Champions
Sports Champions è un videogioco per PlayStation 3 pubblicato da Sony Computer Entertainment il 17 settembre 2010 in Europa, il 6 in Australia, il 7 in America Settentrionale e il 21 ottobre in Giappone. Per giocare è necessario il PlayStation Move. Nel 2012 è stato pubblicato un sequel del videogioco Sports Champions 2.

## Sport
Sport giocabili:
- Duello dei gladiatori
- Tennis da tavolo
- Bocce
- Beach Volley
- Disc Golf (Golf Frisbee)
- Tiro con l'arco

## Personaggi
Ci sono nel gioco, 10 personaggi giocabili sin dall'inizio del gioco e 10 sbloccabili.

### Personaggi giocabili sin dall'inizio
| Nome    | genere  | origine     | specialità            |
| ------- | ------- | ----------- | --------------------- |
| Connor  | Maschio | Irlanda     | Rugby                 |
| Boomer  | Femmina | USA         | Softball              |
| Jackson | Maschio | USA         | Basket                |
| Giselle | Femmina | Brasile     | Calcio                |
| Tatupu  | Maschio | Samoa       | Canottaggio           |
| Rin     | Femmina | Giappone    | Arti marziali         |
| Dallas  | Maschio | USA         | Tiro con l'arco       |
| Kat     | Femmina | Regno Unito | Boxe                  |
| Belle   | Femmina | Romania     | Ginnastica            |
| Kenji   | Maschio | Giappone    | Corse automobilistica |

## DLC
In ottobre 2010, negli Stati Uniti, è stato pubblicato un DLC che include nuovi vestiti (di colore scuro) per l'abbigliamento dei personaggi.

## Accoglienza
La rivista Play Generation lo classificò come il quinto migliore titolo party e terzo migliore per Move del 2010.